# Nicholas Parsons
Nicholas Parsons (Grantham, 10 ottobre 1923 – Aylesbury, 28 gennaio 2020) è stato un attore, conduttore televisivo e conduttore radiofonico britannico.
Protagonista di una lunga carriera in campo teatrale, televisivo e radiofonico, portando avanti nel contempo una brillantissima carriera universitaria, Parsons è stato definito "il più grande conduttore di quiz show" per la sua "simpatia, chiarezza nella dizione e velocità nel porre le domande", nonché "una leggenda del mondo radiofonico".
Meglio conosciuto per la sua carriera di lunga data come conduttore del quiz radiofonico Just a Minute, Parsons è anche noto nel Regno Unito per aver presentato per lungo tempo il programma televisivo Sale of the Century, uno show che raggiunse il picco di oltre 21 milioni di telespettatori (record di audience per un quiz del network televisivo britannico ITV.

## Biografia

### Le origini, l'adolescenza e la giovinezza
Parsons nacque a Grantham, nel Lincolnshire, il 10 ottobre del 1923, secondo di tre figli. Suo padre era un medico di famiglia. Sua madre, originaria di Bristol e figlia del fondatore della società locale W.B. Maggs & Co, conobbe il futuro padre di Parsons durante un periodo di tirocinio come infermiera all'University College Hospital di Londra.
Nato mancino, Parsons fu costretto a diventare destrorso. Nel corso della sua infanzia dovette fronteggiare alcuni problemi di salute come la balbuzie e la dislessia. Soffriva anche di frequenti emicranie. Nonostante tutto ciò, Parsons ottenne sempre risultati eccellenti a scuola.
Dopo aver studiato alla Colet Court e alla St Paul's School di Londra, Parsons decise subito di diventare attore, nonostante i suoi genitori preferissero per lui una carriera da ingegnere, vista la sua dimestichezza nel riparare gli oggetti. Durante gli anni della scuola diventò amico di John Devereux Treacher, futuro Ammiraglio della Royal Navy e Cavaliere Commendatore dell'Ordine del Bagno (KCB).
Terminati gli studi, Parsons si trasferì nella città di Clydebank, vicino a Glasgow, dove vivevano alcuni membri della sua famiglia. In quella città trovò lavoro in un'azienda che fabbricava pompe idrauliche e turbine per navi, la Drysdales. Alternò l'apprendistato alla Drysdales con gli studi di ingegneria all'Università di Glasgow, senza rinunciare, tuttavia, alla sua passione per la recitazione e gli sketch comici, ad esempio intrattenendo i suoi colleghi alla Drysdales con le imitazioni dei capisquadra oppure recitando in spettacoli per le truppe britanniche in partenza per il fronte bellico. Al termine del periodo di apprendistato, Parsons decise di arruolarsi nella Marina Mercantile britannica, ma dovette rinunciare a imbarcarsi a causa di un serio problema ai polmoni, che lo costrinse a sei mesi di degenza in ospedale.

### La carriera nel mondo dello spettacolo
Nel corso del suo periodo di apprendistato alla Drysdale, Parsons fu scoperto dal conduttore radiofonico canadese Carroll Levis, che gli permise di partecipare alla sua trasmissione in qualità di imitatore. In contemporanea, Parsons ebbe le sue prime esperienze in spettacoli amatoriali.
Nel dopoguerra diventò ufficialmente un attore professionista. Esordì all'Aldwych Theatre di Londra nel 1945, interpretando il ruolo di Kiwi il neozelandese nell'opera Cuore solitario di John Patrick, per poi ricoprire il ruolo del protagonista nella commedia Arsenico e vecchi merletti dell'autore Joseph Kesselring. Nel 1947 Parsons fece anche il suo esordio cinematografico, recitando nel ruolo di Edgar Hoylehouse nel film storico Master of Bankdam.
All'inizio degli anni cinquanta Parsons cominciò a dedicarsi all'attività nella stand up comedy, lavorando stabilmente per sei mesi al prestigioso Windmill Theatre di Londra e ottenendo un grande successo di pubblico. Successivamente, Parsons partecipò a diverse opere messe in scena nei teatri del West End, come musical, varietà e farse: tra queste ultime, Boeing-Boeing ebbe un successo tale da essere messa in scena in replica per quindici mesi di fila.
Nel frattempo Parsons cominciò anche a lavorare in televisione, recitando alla fine degli anni cinquanta in alcuni episodi della serie televisiva Robin Hood, nel ruolo di Sir Walter of the Glen. Sempre in quel periodo, Parsons doppiò il personaggio dello sceriffo Tex Tucker nella serie televisiva per bambini Four Feather Falls, scritta e diretta da Gerry Anderson: in particolare, Parsons doppiava il personaggio nelle parti recitate, mentre il cantante Michael Holliday lo doppiava in quelle cantate. Nello stesso show, una serie western con personaggi impersonati da marionette, lavorò anche la moglie di Parsons dell'epoca, l'attrice Denise Bryer, che interpretava il ruolo della voce narrante.
Nel decennio successivo Parsons acquisì grande notorietà lavorando al fianco di Arthur Haynes: il sodalizio, durato fino al 1966, fu attivo innanzitutto in TV, nel celebre programma intitolato Arthur Haynes Show, e in seguito anche a teatro, dove nel 1963 andò in scena al London Palladium per un'intera stagione teatrale. Il successo dei due fu tale da fargli ottenere un invito al prestigioso The Ed Sullivan Show, programma d'intrattenimento americano dove furono ospiti per sei puntate nel 1966. Proprio in quell'anno il sodalizio si chiuse su richiesta dello stesso Haynes, permettendo così a Parsons di ritornare al teatro.
Poco tempo dopo, tuttavia, Parsons ritornò a lavorare in TV, dapprima recitando nel Benny Hill Show dal 1968 al 1971, poi, dopo aver cambiato genere, conducendo il quiz televisivo Sale of the Century, ispirato a un omonimo programma americano e andato in onda sul network della ITV dal 1971 al 1983. Sempre negli anni sessanta, Parson interpretò il ruolo di David Courtney nella sitcom americana The Ugliest Girl in Town, andata in onda sulla rete televisiva ABC tra il 1968 e il 1969.
Nel frattempo, Parsons aveva cominciato a lavorare anche alla radio, conducendo il quiz radiofonico Just a Minute, andato in onda sull'emittente radiofonica britannica BBC Radio 4 fin dal 22 dicembre 1967. Lo show è andato in onda per sei decenni consecutivi ed è stato condotto sempre da Parsons, consacrandolo come una delle leggende radiofoniche del Regno Unito. Sempre alla fine degli anni sessanta, Parsons creò e presentò un altro programma radiofonico di successo, dal titolo Listen to This Space, trasmissione satirica e dal carattere innovativo che fece vincere al suo conduttore il Radio Personality of the Year Award.
Nel 1978 Parsons è stato il protagonista di una puntata di This Is Your Life, programma televisivo britannico condotto da Eamonn Andrews: al centro della trasmissione, il racconto della vita dell'ospite del giorno, colto di sorpresa dal presentatore nel bel mezzo della sua attività quotidiana; Parsons fu intervistato nel corso della puntata nº 15 della stagione nº 18, andata in onda sulla BBC il 1º marzo 1978.
Nel 1988 Parsons partecipò allo spettacolo The Comic Strip Presents..., nella puntata intitolata Mr. Jolly Lives Next Door trasmessa dal canale britannico Channel 4 il 5 marzo 1988: nel film Parsons interpretava sé stesso alle prese con due improbabili direttori di un'agenzia di escort maschili, interpretati da Rik Mayall e Adrian Edmondson, e un killer professionista con il compito di ucciderlo, interpretato da Peter Cook.
Nel 1989 Parsons ebbe la parte del Reverendo Wainwright in tre episodi del serial The Curse of Fenric della ventiseiesima stagione di Doctor Who (episodi 8, 9, 10), serie televisiva britannica di fantascienza prodotta dalla BBC a partire dal 1963. Sempre nel 1989, l'attore partecipò come guest star alla sitcom britannica The New Statesman, interpretando il ruolo di sé stesso, mentre nel 1991 ha interpretato il ruolo del sindaco in alcuni episodi della serie per bambini Bodger and Badger.
Nei primi anni novanta ritornò momentaneamente alla conduzione di un quiz show, con il programma Laughlines, andato in onda sul canale satellitare britannico Galaxy, per poi comparire nella quarta edizione del quiz televisivo Cluedo nel ruolo del Reverendo Jonathan Green.
Nello stesso decennio, Parsons tornò al teatro per interpretare il ruolo della voce narrante nella riproposizione del musical The Rocky Horror Show, accettando anche di comparire sul palcoscenico indossando calze a rete e tacchi a spillo.
Negli anni duemila Parsons è apparso in diverse occasioni in televisione come guest star di programmi come Have I Got News for You, Celebrity Mastermind e, soprattutto, Miss Marple, in cui interpretò il ruolo di Padre Gorman nella puntata intitolata Un cavallo per la strega (The Pale Horse), trasmessa anche in Italia su DIVA Universal nel 2011. Inoltre, Parsons condusse in quel periodo assieme al presentatore Paul Merton la versione televisiva di Just a Minute, in occasione del 45º anniversario del programma.
Parsons scrisse due libri autobiografici: The Straight Man: My Life in Comedy, uscito nel 1984, e il libro di memorie Nicholas Parsons: With Just a Touch of Hesitation, Repetition and Deviation, pubblicato nel 2010.
Dal 2000 ha partecipato per dieci anni consecutivi all'Edinburgh Fringe con il suo spettacolo di stand up comedy The Nicholas Parsons Happy Hour.

### L'attività al di fuori dello spettacolo
Dal 1988 al 1991 Parsons ricoprì l'incarico di Rettore dell'Università di St. Andrews, in Scozia.
È stato uno dei membri più importanti dell'organizzazione di beneficenza britannica Grand Order of Water Rats e, tra il 1998 e il 1999, è stato presidente dell'associazione benefica Lord's Taverners. È stato anche tra i sostenitori della British Stammering Association.
Parsons era noto anche per il suo impegno politico, in un primo tempo nelle file del Partito Liberale, di cui nel 1976 rifiutò l'offerta di candidarsi nel collegio di Yeovil, successivamente in quelle dei Liberal Democratici.

## Premi e riconoscimenti
Nel 2004 Parsons ricevette il titolo di Ufficiale dell'Ordine dell'Impero Britannico (OBE) per i suoi meriti in ambito teatrale e radiotelevisivo. Nel 2014 fu promosso al grado di Commendatore dell'Ordine dell'Impero Britannico (CBE) per le sue attività filantropiche, in particolare quelle a sostegno dell'infanzia.
Al termine dell'incarico di Rettore dell'Università di St. Andrews, Parsons fu insignito nel 1991 dalla stessa università della laurea honoris causa in Legge. Nel 2007 è stato invece insignito della laurea honoris causa in Lettere dall'Università di Lincoln.
Entrò nel Guinness dei Primati con il record del discorso più lungo, della durata di 11 ore, tenuto in onore di un'associazione filantropica per l'infanzia.

## Filmografia
- Hay Fever – film TV (1946)
- The Princess and the Woodcutter – cortometraggio TV (1947)
- The Master of Bankdam, regia di Walter Forde (1947)
- BBC Sunday-Night Theatre – serie TV, 1 episodio (1950)
- Spring at Marino – film TV (1951)
- The Passing Show – serie TV, 2 episodi (1951)
- Nor Care Beyond Today – cortometraggio TV (1953)
- The Eric Barker Half-Hour – serie TV, 21 episodi (1951-1953)
- To Dorothy, a Son, regia di Muriel Box (1954)
- Look at It This Way – serie TV, 6 episodi (1955)
- Simone e Laura (Simon and Laura), regia di Muriel Box (1955)
- An Alligator Named Daisy, regia di J. Lee Thompson (1955)
- Here and Now – serie TV, 7 episodi (1955-1956)
- Robin Hood (The Adventures of Robin Hood) – serie TV, episodio 1x27 (1956)
- The Adventures of the Big Man – serie TV, 1 episodio (1956)
- La lunga mano (The Long Arm), regia di Charles Frend (1956)
- Donna da uccidere (Eyewitness), regia di Muriel Box (1956)
- Douglas Fairbanks, Jr., Presents – serie TV, 2 episodi (1954-1956)
- 4 in legge (Brothers in Law), regia di Roy Boulting (1957)
- Just a Little Cuckoo – cortometraggio TV (1957)
- Happy Is the Bride, regia di Roy Boulting (1958)
- Saturday Playhouse – serie TV, 2 episodi (1958-1959)
- La signora non è da squartare (Too Many Crooks), regia di Mario Zampi (1959)
- Mister Browne contro l'Inghilterra (Carlton-Browne of the F.O.), regia di John e Roy Boulting (1959)
- Su e giù per le scale (Upstairs and Downstairs), regia di Ralph Thomas (1959)
- Saturday Spectacular – serie TV, 1 episodio (1959)
- Calling All Lovers Eva, cortometraggio, regia di Jean Agulhon (1959)
- Let's Get Married, regia di Peter Graham Scott (1960)
- Si spogli dottore! (Doctor in Love), regia di Ralph Thomas (1960)
- Four Feather Falls – serie TV, 30 episodi, solo voce (1960)
- Carry on Regardless, regia di Gerald Thomas (1961)
- Vacation Playhouse – serie TV, 1 episodio (1964)
- Assassinio a bordo (Murder Ahoy!), regia di George Pollock (1964)
- Every Day's a Holiday, regia di James Hill (1964)
- The Arthur Haynes Show – serie TV, 39 episodi (1957-1965)
- Night Train to Surbiton – miniserie TV, 6 episodi (1965)
- Call My Bluff – serie TV (1965)
- La cassa sbagliata (The Wrong Box), regia di Bryan Forbes (1966)
- The Ghost Goes Gear, regia di Hugh Gladwish (1966)
- Non alzare il ponte, abbassa il fiume (Don't Raise the Bridge, Lower the River), regia di Jerry Paris (1968)
- The Very Merry Widow and How – serie TV, 5 episodi (1969)
- The Ugliest Girl in Town – serie TV, 9 episodi (1968-1969)
- I Understand, cortometraggio, regia di David Evans (1970)
- Danger Point, regia di John Davis (1971)
- Comedy Playhouse – serie TV, 1 episodio (1973)
- Bravo Benny (The Best of Benny Hill), regia di John Robins (1974)
- Spy Story, regia di Lindsay Shonteff (1976)
- The Morecambe & Wise Show – serie TV, 1 episodio (1978)
- The Little and Large Show – serie TV, 1 episodio (1984)
- Who Dares Wins – serie TV, 1 episodio (1986)
- The Comic Strip Presents... – serie TV, 1 episodio (1988)
- Roland Rat: The Series – serie TV, 2 episodi (1986-1988)
- Doctor Who – serie TV, 3 episodi (1989)
- Bodger and Badger – serie TV, 1 episodio (1991)
- Kappatoo – serie TV, 7 episodi (1992)
- Cluedo – serie TV, 6 episodi (1993)
- Hospital! – film TV (1997)
- Kenneth Williams: Fantabulosa! – film TV (2006)
- Lady Godiva, regia di Vicky Jewson (2008)
- Caught in a Trap – film TV (2008)
- Miss Marple (Agatha Christie's Marple) – serie TV, episodio 5x01 (2010)
- The Wotwots – serie TV, 40 episodi (2010)
- Comedy Lab – serie TV, 1 episodio (2011)
- Good Omens – miniserie TV, 1 episodio, solo voce (2019)